# Politisch-ideologische Diversion
Die politisch-ideologische Diversion (PID, PiD), oder allgemeiner Diversion, war ein zumeist von kommunistischen Geheimdiensten verwendeter Begriff für vermeintliche oder tatsächliche Straftaten von durch das Ausland gesteuerten Saboteuren und häufig auch ein pauschaler Vorwurf gegen inländische Oppositionelle im Allgemeinen.

## Diversion als Begriff in der DDR und im Ostblock
Er bezeichnet ideologische Einflüsse des Westens (hierbei insbesondere westliche Medien und Geheimdienste) auf die Gesellschaften des kommunistischen Machtbereichs sowie von der offiziellen Parteilinie abweichendes Denken, das auf ebendiese Einflüsse zurückgeführt wurde. Wesentlich geprägt wurde der Begriff vom Ministerium für Staatssicherheit (MfS) der DDR, welches ihn 1958 definierte und als Schlüsselbegriff im Kampf gegen politisch Andersdenkende verwendete. So galt für das MfS die PiD als wesentliche Voraussetzung für die Herausbildung einer organisierten Opposition. Diese Auffassung wurde später auch von anderen kommunistischen Geheimdiensten übernommen und deren operative Ausrichtung entsprechend angepasst.
In der Folge wurde jegliche Opposition gegen die herrschende Parteilinie als feindliche Aktivität betrachtet, Regimegegner und politisch Andersdenkende wurden als Staatsfeinde eingestuft und entsprechend bekämpft. In der DDR wurden oppositionell denkende Menschen feindlich-negative Personen genannt. Zur Bekämpfung sog. Diversanten wurde als eines der wesentlichen Elemente die so genannte Zersetzung eingesetzt. In Einzelfällen wurde dabei auch der Tod der betreffenden Person in Kauf genommen oder sogar angestrebt, etwa durch Suizid infolge der psychischen Belastungen durch die Zersetzungsmaßnahmen.
Von 1958 bis 1968 bedrohte § 22 Strafrechtsergänzungsgesetz Diversion mit Zuchthaus von drei bis fünfzehn Jahren. In besonders schweren Fällen konnte nach § 24 lebenslanges Zuchthaus oder Todesstrafe verhängt werden. Diese Vorschriften wurden 1968 durch den fast wortgleichen § 103 Strafgesetzbuch (DDR) abgelöst.

## Diversion als Begriff in der polnischen Geschichtsforschung
Diversant bzw. Diversionsaktion wird auch von modernen Historikern im polnischen Sprachraum verwendet, um die Teilnehmer und Aktionen im Jahre 1939, vor allem im Vorfeld und beim Überfall auf den Sender Gleiwitz selbst, zu benennen.

## Diversion als Begriff in sowjetischen Todesurteilen
Auch in sowjetischen Todesurteilen 1945 wurden Saboteure und Werwolf-Kämpfer der Diversion angeklagt, was also den Gebrauch des Begriffes Diversion bereits vor dem Kalten Krieg veranschaulicht.